# Otero County (Colorado)
Otero County is een county in de Amerikaanse staat Colorado.
De county heeft een landoppervlakte van 3.271 km² en telt 20.311 inwoners (volkstelling 2000). De hoofdplaats is La Junta.

## Bevolkingsontwikkeling

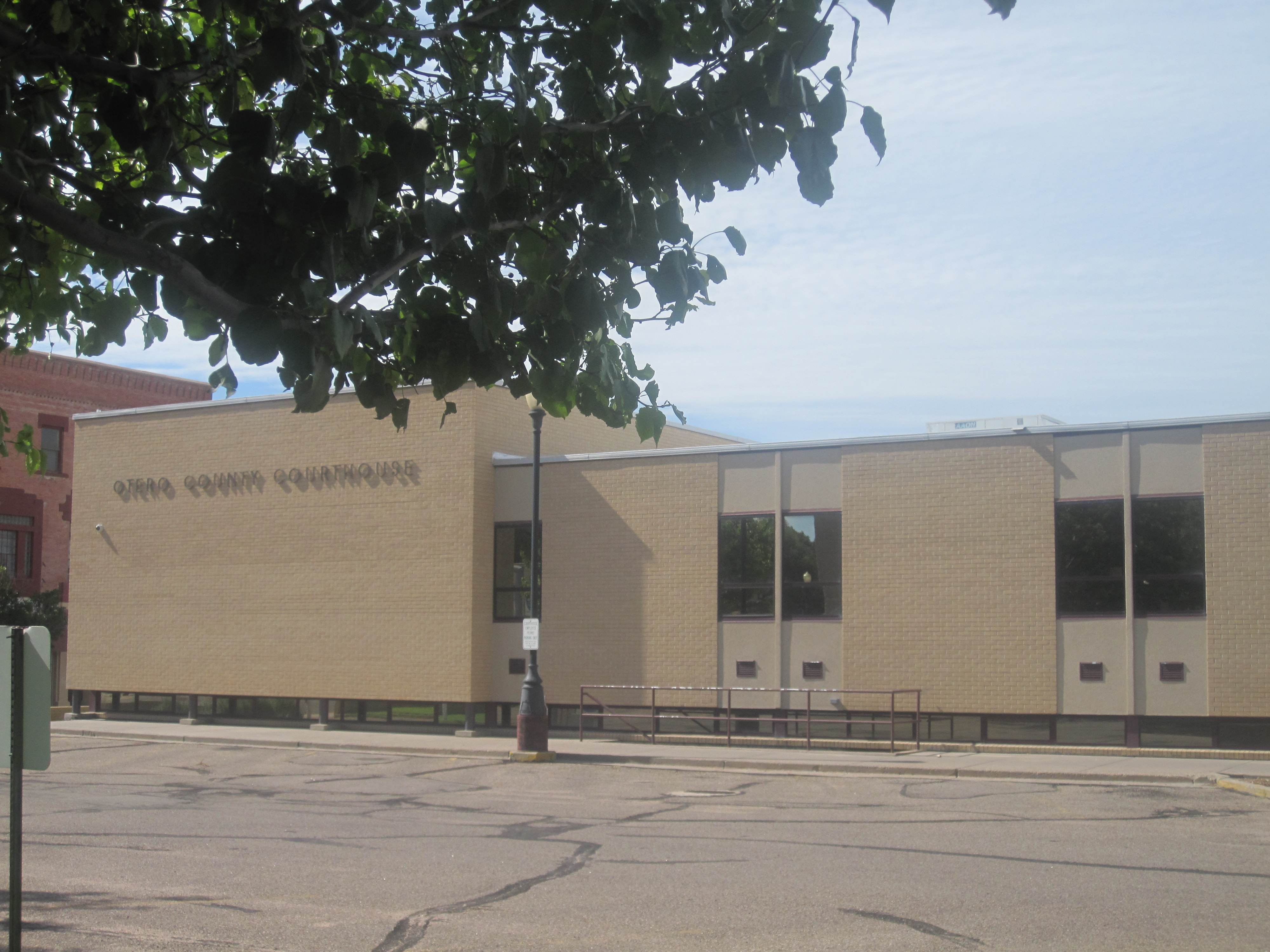
Otero County Courthouse